# Hrabstwo Cass (Teksas)
Hrabstwo Cass – hrabstwo położone w USA we wschodniej części stanu Teksas. Siedzibą władz jest Linden, największe miasto w hrabstwie. Hrabstwo powstało przez wydzielenie terytorium z hrabstwa Bowie w 1846 roku. Nazwa hrabstwa pochodzi od nazwiska Lewisa Cassa, senatora z Michigan, który sprzyjał aneksji Teksasu do Stanów Zjednoczonych.
Północną granicę hrabstwa wyznacza rzeka Sulphur, wraz z sztucznym Jeziorem Wrighta Patmana pośrodku. Na terenie hrabstwa znajduje się park stanowy Atlanta.
Gospodarka hrabstwa opiera się na hodowli drobiu i koni, uprawie choinek, szkółkarstwie, produkcji siana, warzyw, orzechów pekan, arbuzów i wydobyciu ropy naftowej. 41% areału stanowią obszary leśne.

## Drogi główne
- U.S. Highway 59
- State Highway 8
- State Highway 11
- State Highway 77
- State Highway 155

## Sąsiednie hrabstwa
- Hrabstwo Bowie
- Hrabstwo Miller, Arkansas
- Parafia Caddo, Luizjana
- Hrabstwo Marion
- Hrabstwo Morris

## Miasta i miejscowości
- Atlanta
- Avinger
- Bloomburg
- Domino
- Douglassville
- Hughes Springs
- Linden
- Marietta
- Queen City

## Demografia

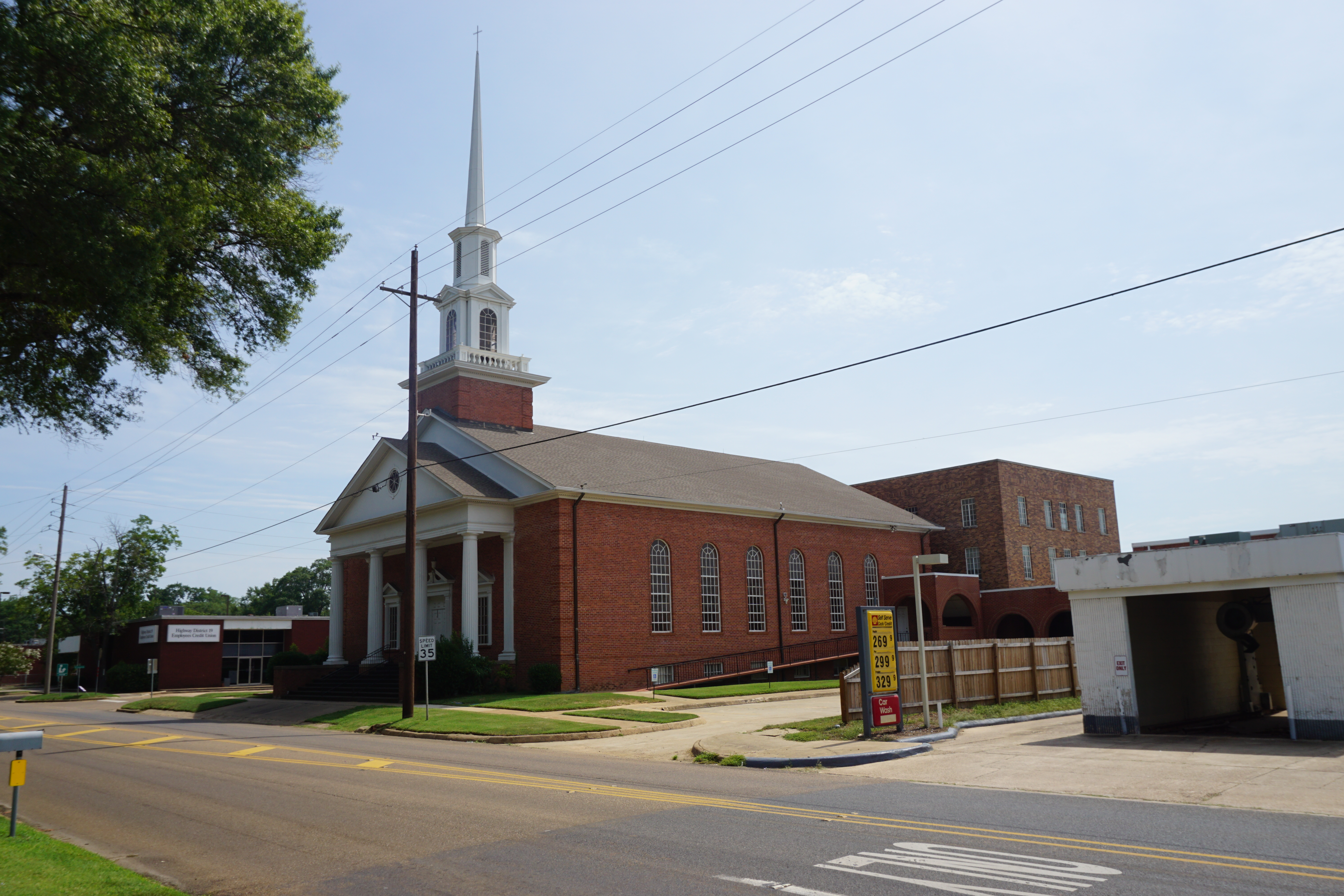
Kościół Nazareński w Atlanta

- biali nielatynoscy – 75%
- czarni lub Afroamerykanie – 16,7%
- Latynosi – 5,6%
- rasy mieszanej – 1,9%
- rdzenni Amerykanie – 1%
- Azjaci – 0,7%[7].

## Religia
W 2010 roku większość mieszkańców to ewangelikalni protestanci. 2,7% deklarowało członkostwo w Kościele katolickim i 1,3% stanowili mormoni.